# Roksolania (poemat)
Roksolania, czyli Ziemie Czerwonej Rusi (łac. Roxolania) – poemat Sebastiana Fabiana Klonowica napisany po łacinie, wydany drukiem w 1584 roku, stanowi apologię południowo-wschodnich ziem Rzeczypospolitej Obojga Narodów ze szczególnym uwzględnieniem Lublina, a także zawiera m.in. opisy przyrodnicze i etnograficzne.

## Historia
Klonowic był Polakiem i większość dorosłego życia spędził w Lublinie, który wówczas leżał na etnicznym pograniczu polsko-litewskim. Poemat powstał po osiedleniu się w Lublinie, poeta pragnął go dedykować senatowi miasta Lwowa. Utwór powstawał partiami i musiał być tworzony przez długi czas, o czym świadczy jego niesymetryczna konstrukcja. Fragmenty poematu były gotowe w 1578 roku, a część z opisem ruskich kolas znalazła się w kronice Sarmatiae Europeae descriptio Alessandra Guagniniego, którą wydano w 1579 roku.
Dzieło wydano drukiem w pierwszej połowie 1584 roku w krakowskiej oficynie Andrzeja Piotrkowczyka. Poemat przetłumaczył na język polski Władysław Syrokomla pod tytułem Ziemie Czerwonej Rusi (wydane nakładem i drukiem Zawadzkiego w 1851 roku) i głównie dzięki niemu dzieło stało się bardziej znane, jednak przekład Syrokomli jedenastozgłoskowcem jest bardziej parafrazą w duchu romantycznym (brakuje 133 wierszy z oryginału).
Polski przekład Mieczysława Mejora wydany w 1996 roku ma charakter niepoetycki; został wydany nakładem Polskiej Akademii Nauk.

## Budowa i treść
Utwór został napisany po łacinie dystychem elegijnym i zawiera liczne zapożyczenia i cytaty ze starożytnych pisarzy. Za motto posłużył cytat z Wergiliusza: Jeśli opiewamy lasy, lasy są godne konsula.
Poemat jest niejednolity i niekonsekwentny pod względem budowy. Konstrukcja poematu jest oparta na opisie wędrówki, podobnie jak w poemacie Flis. Poeta prowadzi orszak Pieryd w towarzystwie Pana, Satyrów i Hamadriad do Lublina. Muzy w apostrofie skierowanej do Klio zostają zachęcone przez poetę do wiary w korzystne dla siebie warunki w Rzeczypospolitej. Na początku poematu pojawia się postać siostry Gigantów, Obmowy, która uważa, że w Polsce ziemie są nieurodzajne, a klimat niesprzyjający.
Muzy wędrują przez lasy, a czytelnik z opisów przyrodniczych i etnograficznych poznaje m.in. tajniki suszenia drewna, budowy radła, wytwarzania bryndzy, poznaje dziecięce zabawy, a także obrzędy chrztu, pogrzebu, czy magię miłosną. Wybrane fragmenty można uznać za pierwsze w polskiej literaturze notatki etnograficzne.
Następnie poeta opisuje Lublin i własnego pomysłu mit o dwóch Bachusach, jednym od wina, a drugim – od piwa. Mieszkańcy Rusi zostają zganieni za skłonność do pijaństwa, a zwłaszcza do nadmiernego picia wódki (fragment w polskim przekładzie trafił do zbioru Worek Judaszów). Po napomnieniach następuje anegdota o chłopie i niedźwiedziu, który wyciągnął tegoż wieśniaka z głębokiej barci, a po niej katalog miast, który otwiera pochwała Lwowa, pojawia się także wzmianka o powstającym wówczas Zamościu. Inne wymienione miasta to: Bełz, Busk, Chełm, Drohobycz, Horodło, Kamieniec, Kijów, Krasnystaw, Łuck, Przemyśl, Sokal – wcześniej te rejony pozostawały nieznane w świadomości Europejczyków.
Utwór stanowi apologię Sarmacji (tj. Podola, Rusi Czerwonej, Ukrainy, Wołynia, zob. Roksolania) jako przyjaznej muzom krainy mlekiem i miodem płynącej, którą opiekuje się Apollo, dzieło wykazuje także tendencje etnograficzne i zawiera apoteozy króla Stefana Batorego i jego współpracownika, Jana Zamoyskiego. Ma także charakter poematu dydaktycznego.